# Гай Мамилий Турин
Гай Мамилий Турин (на латински: Caius Mamilius Turrinus; Caius Mamilius Q. F. Q. N. Turrinus) e политик на Римската република през 3 пр.н.е.
През 239 пр.н.е. той е консул с Квинт Валерий Фалтон.